# Цукерман, Алекс
Алекс Цукерман (англ. Alex Cukierman; ивр. אלכס צוקרמן‎; 5 июля 1938, Париж — 5 октября 2023) — израильский экономист, эмерит профессор экономики Тель-Авивского университета, президент Израильской экономической ассоциации в 1996—1997 годах.

## Биография
Алекс родился в 1938 году в Париже. Во время нацистской оккупации Цукерманы выжили благодаря тому, что сельская семья согласилась их скрывать. Семья Алекса переехала в Иерусалим и в 1947 году он поступил в среднюю школу.
В 1960—1963 годах учился и получил в 1963 году степень бакалавра искусств по экономике и статистики в Еврейском университете в Иерусалиме. В 1964—1967 годах учился и получил в 1967 году степень магистра делового администрирования в Еврейском университете в Иерусалиме. В университете был редактором журнала «Economic Quarterly». В 1968—1972 годах учился и был удостоен в 1972 году докторской степени по экономике Массачусетского технологического института.
Преподавательскую деятельность начал в качестве лектора экономики в 1972—1976 годах, затем в должности старшего лектора экономики в 1976—1979 годах в Тель-Авивском университете, стал профессором экономики Школы экономики Бегласа при Тель-Авивском университете в 1984—2006 годах, был заведующим кафедры экономики в Тель-Авивском университете в 1986—1988 годах, а в 2006 году вышел в отставку, став эмерит профессором. С 2010 года профессор экономики Междисциплинарного центра в Герцлии.
Был приглашенным лектором Северо-Западного университета в 1976 году, приглашенным ассоциированным профессором в Нью-Йоркском университете в 1977—1978 годах и в университете Карнеги — Меллон в 1978—1979 годах, консультантом Генерального директората по экономическим и финансовым вопросам Европейской комиссии в 1982—1983 годах, приглашенным профессором экономики университета Карнеги — Меллон в 1983—1985 годах, Свободного университета Берлина в 1989 году, Принстонского университета в 1989—1990 годах и в 2005—2006 годах, Чикагского университета в 1995 году, Стэнфордского университета в 2001—2002 годах, Боннского университета в 2008 году и Мюнхенского университета в 2009 году. Также был приглашённым научным сотрудником исследовательского отдела Федерального резервного банка в Сант Луисе в 1985 году и Всемирного банка в 1990—1992 годах, университета Тилбурга в 1994—2003 годах, Европейского центрального банка в 2007 году.
Цукерман был членом организационного комитета Мирового конгресса Эконометрического общества в 1985 году, помощником редактора European Economic Review в 1986—1987 годах и European Journal of Political Economy в 1991—2000 годах, членом редколлегии Economic Inquiry в 1985—1996 годах, сотрудником Центра исследований экономической политики в 2001—2006 годах, членом комиссии реформ права в Банке Израиля в 1998 году, президентом Израильской экономической ассоциации в 1996—1997 годах, членом комитета политики в Банке Израиля в 2011—2015 годах.

## Награды
За свои достижения в области экономики был удостоен рядом наград:
- 1993 — премия Явора от Института исследований развивающихся стран Горовица при Тель-Авивском университете за лучшую работу по вопросам экономического развития;
- 1995 — лучший курс в сети для докторантов в Голландии за курс «Стратегия Центрального банка, доверие и независимость»;
- с 2009 — первое или второе место среди самых цитируемых экономистов Израиля по версии RePEc.